# Камінь (Коростенський район)
Камі́нь — село в Україні, в Овруцькій міській територіальній громаді Коростенського району Житомирської області. Населення становить 99 осіб (2001).

## Історія
У 1906 році — село Гладковицької волості Овруцького повіту Волинської губернії. Відстань від повітового міста 8 верст, від волості 8. Дворів 38, мешканців 255.
13 квітня 2017 року включене до складу новоствореної Овруцької міської територіальної громади Овруцького району Житомирської області. Від 19 липня 2020 року, разом з громадою, в складі новоствореного Коростенського району Житомирської області.